# Momčilgrad
Momčilgrad (in bulgaro Момчилград?; in turco Mestanlı) è un comune bulgaro situato nel distretto di Kărdžali di 36 820 abitanti (dati 2009). La sede comunale è nella località omonima.
Presso il villaggio di Tatul scavi archeologici hanno riportato alla luce una necropoli e un santuario preistorico.

## Località
Il comune è formato dall'insieme delle seguenti località:
- Momčilgrad (Sede comunale)
- Austa
- Bagrjanka
- Balabanovo
- Bivoljane
- Čajka
- Čobanka
- Čomakovo
- Čukovo
- Devinci
- Djelepsko
- Gorsko Djulevo
- Gruevo
- Gurgulica
- Drumče
- Junaci
- Kamenec
- Karamfil
- Konče
- Kos
- Kremenec
- Lale
- Letovnik
- Mančevo
- Momina salza
- Nanovica
- Neofit Bozvelievo
- Običnik
- Pazarci
- Pijavec
- Plešinci
- Postnik
- Progres
- Ptičar
- Raven
- Ralica
- Sadovica
- Svoboda
- Sedefče
- Sedlari
- Sence
- Sindelci
- Sokolino
- Sjarci
- Tatul
- Vrelo
- Vărhari
- Zagorsko
- Zvezdel